# フレデリク・ムゾ
フレデリク・ムゾ（オランダ語: Frédéric "Freddy" A. Mésot、1905年5月25日 - 1979年）は、ベルギー、シント＝ニクラース出身のフィギュアスケート選手（男子シングル）。1924年シャモニーオリンピックベルギー代表。

## 主な戦績
| 大会/年      | 1923-24 | 1935-36 | 1936-37 |
| ------------ | ------- | ------- | ------- |
| オリンピック | 9       |         |         |
| 世界選手権   |         | 10      | 8       |